# Libra australiana

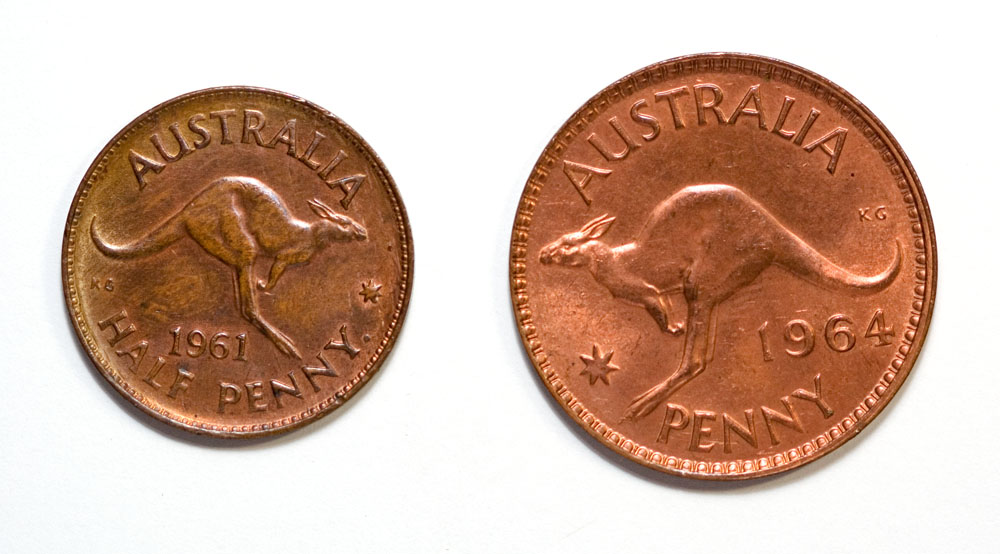
Monedas de un penique y medio penique australiano en la década de 1960.

La libra australiana (en inglés Australian Pound) fue la moneda utilizada por Australia entre 1910 y 1966, cuando fue definitivamente reemplazada por el actual dólar australiano. Estaba dividida en veinte chelines, y cada chelín en doce peniques.
La libra australiana surgió como respuesta a la nueva situación política del país, que había sido constituida en Commonwealth dentro del Imperio británico en 1901, logrando un mayor nivel de autonomía interna y de control sobre asuntos locales, dejando a Gran Bretaña las funciones gubernativas sobre relaciones exteriores y defensa, además de reconocer al monarca británico como su soberano. Precisamente la emisión de moneda era una de las nuevas competencias reconocidas al gobierno australiano.
Antes de 1919 la moneda circulante en Australia era la libra esterlina llegada de Gran Bretaña, así como las acuñaciones locales de peniques, chelines, y libras, que incluyeron luego soberanos de oro en las cecas de Melbourne y Sídney. En Australia se consideró necesario contar con una moneda propia, dirigida por el gobierno local australiano, y fijada a una tasa de cambio paralela con la libra esterlina, para lo cual en 1910 se creó la libra australiana, emitiéndose monedas y billetes en esa denominación a lo largo de 56 años.
Inicialmente la libra australiana estuvo sujeto al patrón oro hasta el estallido de la Primera Guerra Mundial en 1914; en 1925 el gobierno australiano volvió al patrón oro pero lo abandonó definitivamente en 1931 debido a la Gran Depresión.
La evolución de la economía de Australia tras la Segunda Guerra Mundial y el fortalecimiento de lazos comerciales y económicos con los Estados Unidos causaron que para el gobierno australiano sea más difícil y menos práctico mantener la paridad ideal de la libra australiana con la libra esterlina, habida cuenta de que los vínculos económicos con el Reino Unido empezaban a debilitarse rápidamente, y que inclusive el propio gobierno británico había devaluado la libra esterlina frente al dólar estadounidense en 1949, lo cual influía sobre la moneda australiana. 
Ante ello, se determinó que la nueva moneda del país sería el dólar australiano desde 1966, fijado a una tasa de cambio que hacía equivalente una libra australiana a dos dólares, mientras que diez chelines pasaron a equivaler un dólar y un chelín se equiparó a diez centavos de dólar.